# Órgão do espermacete
Órgão do espermacete é um órgão que existe na cabeça dos cetáceos com um desenvolvimento especial nos cachalotes.
Esse órgão, formado por tecido conjuntivo produz o espermacete.
Nos cetáceos que apresentam dimorfismo sexual, normalmente os machos têm este órgão mais desenvolvido, provavelmente porque a sua cabeça também apresenta maiores dimensões.